# Vrancea
Vrancea är ett län (județ) i östra Rumänien med 387 553 invånare (2018). Det har 2 municipii, 3 städer och 59 kommuner.

## Municipii
- Focșani
- Adjud

## Städer
- Mărășești
- Odobești
- Panciu

## Kommuner
| - Andreiașu de Jos - Bălești - Bârsești - Boghești - Bolotești - Bordești - Broșteni - Câmpineanca - Câmpuri - Cârligele - Chiojdeni - Ciorăști - Corbița - Cotești | - Dumbrăveni - Dumitrești - Fitionești - Garoafa - Golești - Gugești - Gura Caliței - Homocea - Jariștea - Jitia - Măicănești - Mera - Milcovul - Movilița | - Nănești - Năruja - Negrilești - Nereju - Paltin - Păunești - Poiana Cristei - Pufești - Răcoasa - Reghiu - Ruginești - Sihlea - Slobozia Bradului - Slobozia Ciorăști | - Soveja - Străoane - Suraia - Terchești - Tâmboești - Tănăsoaia - Tătăranu - Tulnici - Țifești - Urechești - Valea Sării - Vânători - Vârteșcoiu - Vidra - Vintileasca | - Vizantea-Livezi - Vrâncioaia - Vulturu |